# لورينزو دي سان نيكولاس
لورينزو دي سان نيكولاس (بالإسبانية: Fray Lorenzo de San Nicolás)‏ هو مهندس معماري إسباني، ولد في 1593 في مدريد في إسبانيا، وتوفي بنفس المكان في 1679.